# Axel Jansson
Carl Axel Jansson (ur. 24 kwietnia 1882 w Sztokholmie, zm. 22 września 1909 tamże) – szwedzki strzelec, medalista olimpijski.
Olimpijczyk z Londynu (1908), gdzie wystąpił w trzech konkurencjach. Zdobył srebrny medal w drużynowym strzelaniu z karabinu dowolnego w trzech pozycjach z 300 metrów (indywidualnie był siódmy). Był także piąty w karabinie wojskowym drużynowo.
Nigdy nie stanął na podium mistrzostw świata.

## Wyniki olimpijskie
| Igrzyska | Konkurencja                                     | Wynik                             | Miejsce | Źródło |
| -------- | ----------------------------------------------- | --------------------------------- | ------- | ------ |
| IO 1908  | Karabin dowolny, trzy postawy, 300 m            | 843 pkt. (312-296-235)            | 7       | [ 2 ]  |
| IO 1908  | Karabin dowolny, trzy postawy, 300 m, drużynowo | 801 pkt. (ind.) 4711 pkt. (druż.) |         | [ 3 ]  |
| IO 1908  | Karabin wojskowy, drużynowo                     | 351 pkt. (ind.) 2213 pkt. (druż.) | 5       | [ 4 ]  |